# Автошлях E89
Європейський маршрут Е89 — європейський автомобільний маршрут категорії А в Туреччині, що з'єднує міста Гереде й Анкара. Довжина маршруту — 147 км.
Е89 перетинається з маршрутами
- E80
- E90
- E88